# Fritz Metzger (Politiker)
Fritz Metzger (* 1. Oktober 1907 in Savino Selo, deutsch Torschau, Batschka; † 1991) war ein Politiker und Verbandsfunktionär im Königreich Jugoslawien und Königreich Ungarn.

## Leben
Der Diplom-Landwirt Fritz Metzger war 1934/35 ein jugoslawiendeutscher Erneuerer der ersten Stunde. Er war Stellvertreter des „Führers der Erneuerungsbewegung“, Jakob Awender. Mit Hans Albrecht und Gustav Halwax gehörte Metzger zu den ersten „Jugendführern“ nationalsozialistischer Prägung. Metzger, Gauleiter der Erneuerungsbewegung der Batschka, wurde im Mai 1938 „zum Schutze des Staates“ auf Weisung der Regierung von Milan Stojadinović von der Radikalen Volkspartei und dessen Innenminister Anton Korošec für kurze Zeit in Haft genommen. Metzger forderte 1939 die Einführung des Führerprinzips im Schwäbisch-Deutschen Kulturbund. Nach der Vereinnahmung des Kulturbundes durch die Nationalsozialisten wurde Metzger von Volksgruppenführer Josef Janko zum „Leiter des Bauernamtes“ ernannt. Während einer gesundheitlichen Unpässlichkeit Jankos beauftragte dieser im Dezember 1940 Metzger, von der Volksdeutschen Mittelstelle für den Fall eines Kriegsausbruchs Waffen zum persönlichen Schutz der Volksgruppenführung zu erbitten.
Nach der Beendigung der Kriegshandlungen zwischen Jugoslawien und den Achsenmächten verblieb Metzger in der von Ungarn beanspruchten Batschka und wurde „Landesbauernführer“ im Volksbund der Deutschen in Ungarn. Die Batschkaer Gebietsführung des Kulturbundes agierte nach Angliederung der Batschka 1941 an Ungarn sehr selbstbewusst und forderte die Anerkennung des Kulturbundes als Körperschaft öffentlichen Rechts und die Teilautonomie deutschsprachiger Gemeinden; beides wurde jedoch von der ungarischen Regierung nicht gewährt. Innerhalb der Fraktion der radikalen Batschkaer Erneuerer gehörte Fritz Metzger zum „weltanschaulichen Flügel“ und agierte gegen die „zu weiche“ Linie des ungarischen Volksgruppenführers Franz Anton Basch. In Budapest wurde er zum Landesleiter des Wirtschaftlichen Kriegsdiensts der Heimat ernannt. Dieser Dienst bestellte u. a. auch die Felder jener Deutschen, die in der Königlich Ungarischen Armee Militärdienst leisteten, um „die Geschlossenheit und einheitliche Front der Südostdeutschen“ stärker zum Ausdruck zu bringen, als Beitrag zur „Steigerung der Wirtschaftsleistung der südosteuropäischen Deutschen Volksgruppen“. Metzger war der Ansicht, dass sowohl die im Mittelalter angesiedelten als auch die im 18. Jahrhundert eingewanderten deutschen Bauern zwei Aufgaben wahrgenommen hätten, „als Wehrbauern dem Anprall des Ostens standzuhalten“ und die mitteleuropäische Kultur zu festigen, indem sie „bäuerliche Ordnung und wirtschaftliche Kultur“ ins Land brachten. Beide Aufgaben „meisterten die Donauschwaben in beispielgebender Weise“. Kurz nach dem Abschluss der Waffen-SS-Werbung in Ungarn erhielten führende Volksbundfunktionäre ihren Einberufungsbefehl zur Königlich Ungarischen Armee, so auch der Leiter des Landesbauernamtes Fritz Metzger.